# ポリ塩化ビフェニル

PCBの構造。ビフェニルの水素が、1 - 10個塩素に置換されている。

ポリ塩化ビフェニル（ポリえんかビフェニル、polychlorinated biphenyl）またはポリクロロビフェニル (polychlorobiphenyl) は、ビフェニルの水素原子が塩素原子で置換された化合物の総称で、一般式 C12H(10－n)Cln (1≦n≦10) で表される。置換塩素の数によりモノクロロビフェニルからデカクロロビフェニルまでの10種類の化学式があり、置換塩素の位置によって、合計209種の異性体が存在する。
略してPCB（ピーシービー）とも呼ばれる。なお、英語ではプリント基板 (printed circuit board) との混同を避け「PCBs」と呼ばれる事もある。
淡黄色から無色の粘性の高い油状液体。熱に対して安定で、電気絶縁性が高く、耐薬品性に優れている。加熱や冷却用熱媒体、変圧器やコンデンサといった電気機器の絶縁油、可塑剤、塗料、ノンカーボン紙の溶剤など、非常に幅広い分野に用いられた。
一方、生体に対する毒性が高く、脂肪組織に蓄積しやすい。発癌性があり、また皮膚・内臓への障害やホルモン異常を引き起こすことが分かっている。

## 歴史

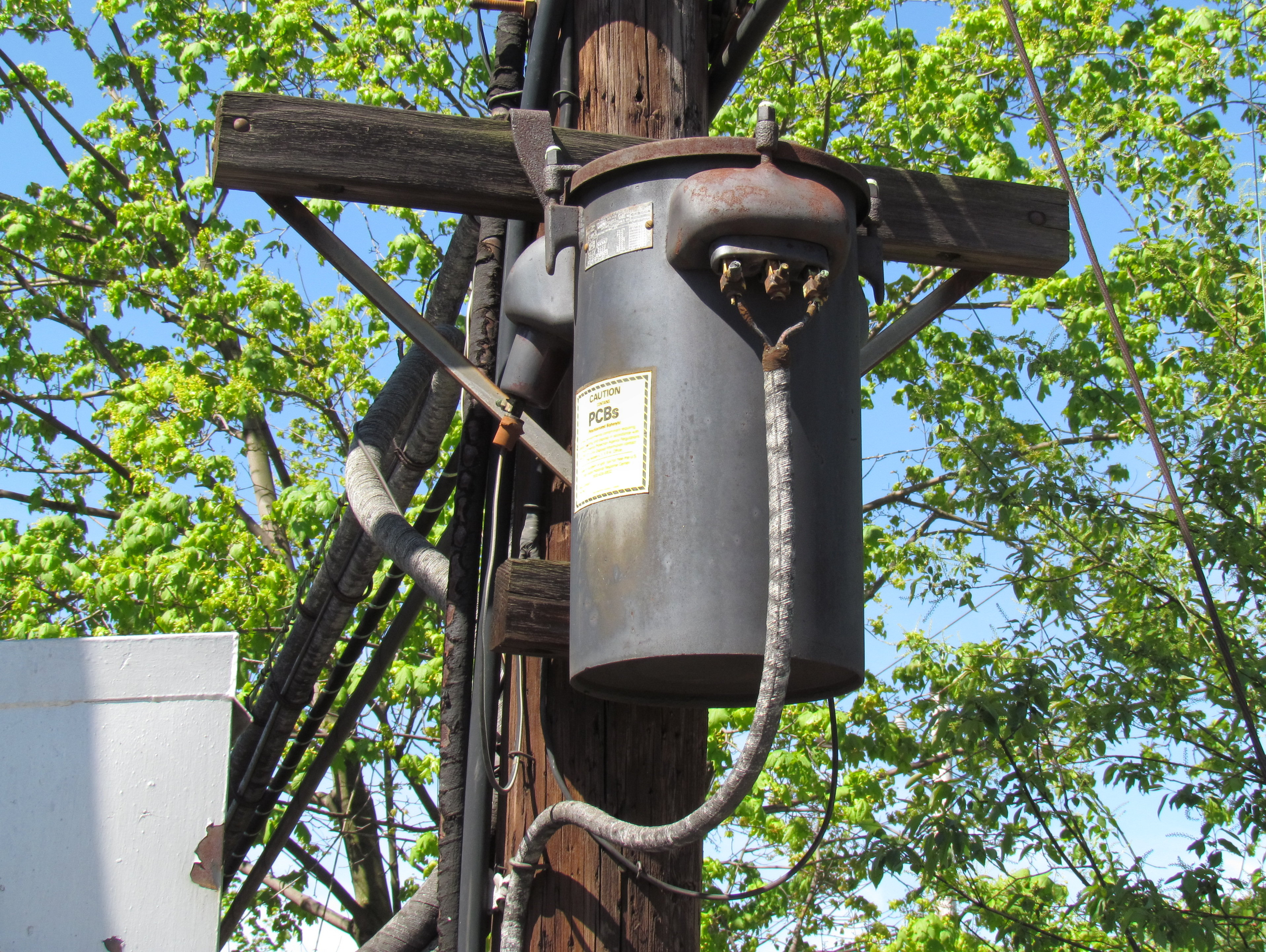
1930年代に製造された柱上変圧器。PCB使用機器であることを示すシールが貼付されている。

1881年にドイツで初めて合成され、1929年に米国で工業生産が始まった。日本では、1954年（昭和29年）に鐘淵化学工業高砂事業所等で製造が始まったが、1968年（昭和43年）に起こった「カネミ油症事件」をきっかけに、1972年（昭和47年）の生産・使用の中止等の行政指導を経て、1975年（昭和50年）に製造および輸入が原則禁止された。
1979年、台湾油症が発生した。
1999年1月、ベルギーでダイオキシン汚染が起こった。動物用飼料が汚染され、PCBに汚染された食肉や乳製品が流通した。
しかしながら、以前に作られたものの対策はとられておらず、2000年頃から、世界でPCBを含む電機、電気製品、特に老朽化した蛍光灯安定器のコンデンサからPCBを含む絶縁油が漏れる事故が相次ぎ、社会問題となった。

## ダイオキシン様PCB・コプラナーPCB
| 種類                              | 名称                                         | IUPAC No. | TEF     |
| --------------------------------- | -------------------------------------------- | --------- | ------- |
| PCDD                              | 2,3,7,8-テトラクロロパラジオキシン（参考）   |           | 1       |
| PCDF                              | 2,3,4,7,8-ペンタクロロジベンゾフラン（参考） |           | 0.3     |
| ノンオルト置換 （コプラナー） PCB | 3,3',4,4'-テトラクロロビフェニル             | 077       | 0.0001  |
| ノンオルト置換 （コプラナー） PCB | 3,4,4',5-テトラクロロビフェニル              | 081       | 0.0003  |
| ノンオルト置換 （コプラナー） PCB | 3,3',4,4',5-ペンタクロロビフェニル           | 126       | 0.1     |
| ノンオルト置換 （コプラナー） PCB | 3,3',4,4',5,5'-ヘキサクロロビフェニル        | 169       | 0.03    |
| モノオルト置換 PCB                | 2,3,3',4,4'-ペンタクロロビフェニル           | 105       | 0.00003 |
| モノオルト置換 PCB                | 2,3,4,4',5-ペンタクロロビフェニル            | 114       | 0.00003 |
| モノオルト置換 PCB                | 2,3',4,4',5-ペンタクロロビフェニル           | 118       | 0.00003 |
| モノオルト置換 PCB                | 2',3,4,4',5-ペンタクロロビフェニル           | 123       | 0.00003 |
| モノオルト置換 PCB                | 2,3,3',4,4',5-ヘキサクロロビフェニル         | 156       | 0.00003 |
| モノオルト置換 PCB                | 2,3,3',4,4',5'-ヘキサクロロビフェニル        | 157       | 0.00003 |
| モノオルト置換 PCB                | 2,3,4,4',5,5'-ヘキサクロロビフェニル         | 167       | 0.00003 |
| モノオルト置換 PCB                | 2,3,3',4,4',5,5'-ヘプタクロロビフェニル      | 189       | 0.00003 |

PCBの毒性の強さは、異性体により大きな差がある。右図は世界保健機関（WHO）による毒性評価をまとめたものである。「TEF」とは毒性等価係数といい、最も毒性が強いとされるダイオキシン類PCDD（厳密にはTCDD）を「1」とした場合の各異性体の相対的毒性評価である。
PCBの毒性のうち発癌性、催奇性はダイオキシン類（ポリクロロジベンゾジオキシン、ポリクロロジベンゾフラン）に似ている。そのため、それらを示すPCBをダイオキシン様PCB (dioxin-like PCB, DL-PCB) と呼びダイオキシン類に加える。世界保健機構 (WHO) により、12種の異性体がDL-PCBに指定されている（毒性の強弱は数桁の差がある）。
非ダイオキシン様PCBも、甲状腺異常などPCB特有の非ダイオキシン様毒性は示す。しかし、PCBの健康被害や環境汚染で問題となっているのは、大半がダイオキシン様PCBである。
ダイオキシン様毒性が特に強いのが、コプラナーPCB (coplanar-PCB, Co-PCB) である。ビフェニルの2つのベンゼン環は回転可能だが、PCBのビフェニル構造は、置換する塩素の位置によっては共平面構造（コプラナリティ）を取る。このようなPCBがコプラナーPCBである。なお、コプラナーでないPCBはノンプラナーPCB (nonplanar PCB) である。
PCBはオルト位 (2,2',6,6') の塩素の数で、ノンオルト置換PCB（0個）、モノオルト置換PCB（1個）、ジオルト置換PCB（2個）、… と分類するが、厳密には、ノンオルト置換PCBがコプラナーPCBとされる。オルト位の塩素は共平面構造を妨げるからである。ただし、ダイオキシン様PCB全てをコプラナーPCBと呼ぶこともある。ダイオキシン様PCBにはノンオルト置換PCBとモノオルト置換PCBが含まれる。

## 廃棄物としてのPCB

### 日本の状況
日本では、1972年に行政指導という緊急避難的な措置として製造・輸入・使用を原則として中止させ、翌1973年には、化学物質の審査及び製造等の規制に関する法律を制定（発効は1975年）し、法的に禁止している。PCBを含む廃棄物は、国が具体的対策を決定するまで使用者が保管すると義務付けられたが、電気機器等については、耐用年数を迎えるまで使用が認められたことから、PCBを含む機器の所在や廃棄物の絶対量の把握が曖昧なものとなった。
1980年代以降になるとPCBの危険性に対する認識が風化し、保管されていた廃棄物が他の産業廃棄物と一緒に安易に処理されるなど、行方不明になる例が報告されるようになった。厚生省は1992年と1998年に保管状況の追跡調査を実施したが、調査を通じて大量のPCBを含む大型トランスやコンデンサが、わずか6年の間に台数比で4.1%もの機器が行方不明になる実態が明らかにされている。1972年からの紛失率を考えた場合には膨大な量になることは明らかであり、一刻も早い抜本的な処理体制の確立が急務となった。
一方で、処理体制の模索は絶えず続けられてきた。1976年には通商産業省（経済産業省の前身）の外郭団体として電機ピーシービー処理協会（現：電気絶縁物処理協会）が設立され、高温焼却処理施設の設置が模索されてきたが、PCBの危険性を危惧する住民運動により全て頓挫。日本ではその後約30年にわたる長い間、PCBを含む廃棄物の具体的な処理基準や処理施設は公に定められないままであった。1990年代以降は、新たに安全な処理方法の検討が行われた結果、処理方法の多様化が認められ、2000年代に入ると一部の企業においては、商業的な処理技術の立証を視野に入れた実験的処理が行われるようになった。
2001年6月、日本はPOPs条約（後述）の調印を受けPCB処理特別措置法を制定し、併せて環境事業団法を改正して、2016年まで（制定当初。2021年現在は2027年までに延長）に処理する制度を作った。2016年8月にはPCB処理特別措置法が改正施行され、PCB廃棄物処理基本計画の閣議決定（第6条）、高濃度PCB廃棄物の処分の義務付け（第10条、第12条、第18条、第20条及び第33条）、報告徴収・立入検査権限の強化 （第24条及び第25条）、高濃度PCB廃棄物の処分に係る代執行（第13条）などの規定が盛り込まれ、特に高濃度PCB廃棄物を確実に期限内処分するための必要な措置が講じられた。
こうした対策は進んできたものの、依然として日本国内ではPCBを使用した機器が残存しており問題視されている。一例では1999年に青森県の高校、東京都八王子の小学校にて、相次いで照明器具（蛍光灯）内のPCBを使用したコンデンサが老朽化のため爆発、生徒や児童に直接PCBが降りかかるといった事故が発生。それらに続いて全国各地で同様の事故が発生し、2001年（平成13年）に閣議了解で同年末までに交換を終える決定が為されたにもかかわらず、2013年に至っても北海道の中学校で同様の事故が発生するなど、公共施設をはじめ多くの場所で使用され続けている。1970年代以前のコンデンサ類の全てでPCBが用いられているとは限らないが、今となっては使用状況が正確に把握できないこともあり、眠る爆弾として衛生面、環境面から恐れられる存在となっている。

### 世界の状況

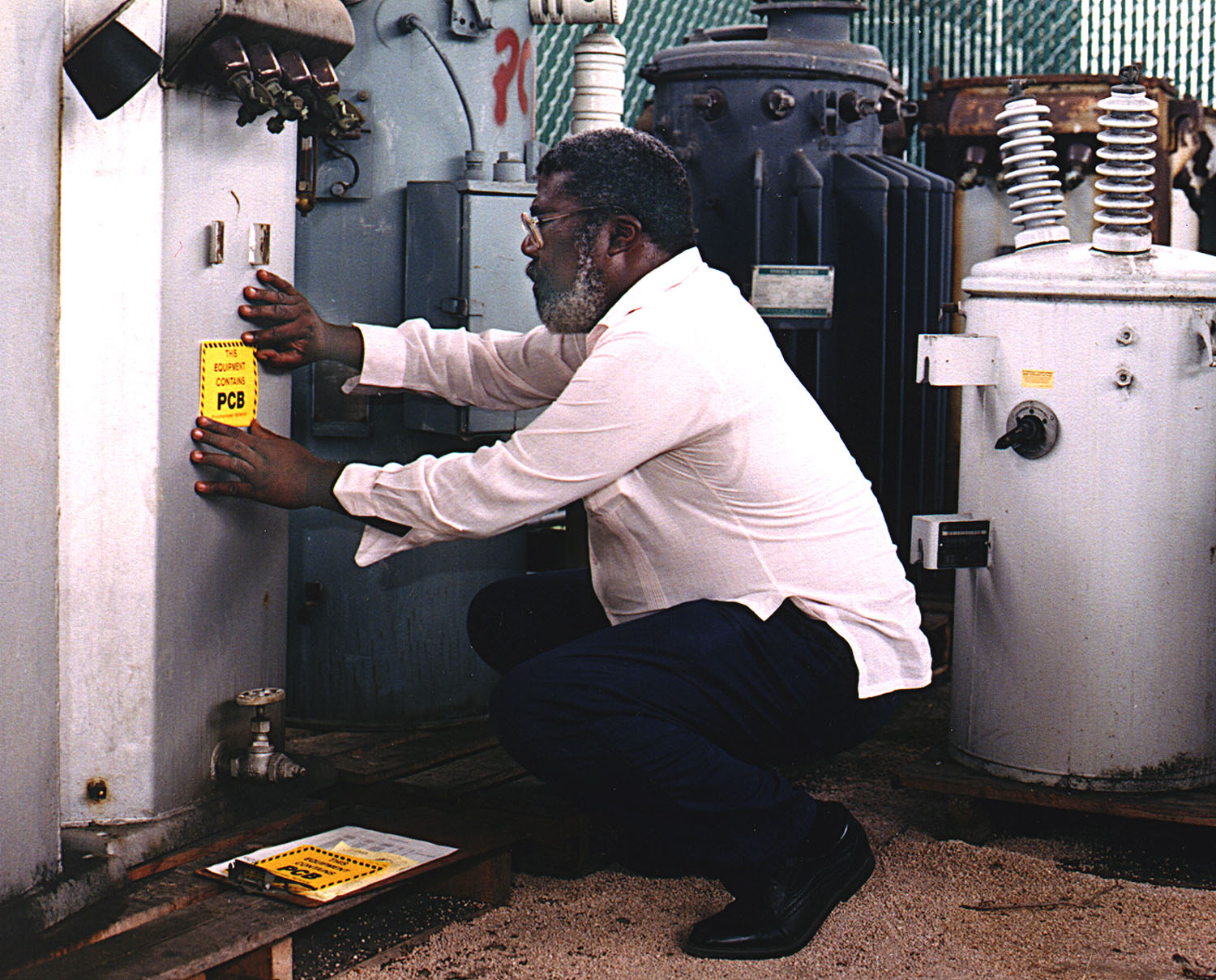
PCB使用機器であることを示すシールを貼る技術者

2001年5月、PCBを2028年までに全廃することを含む国際条約であるPOPs条約（残留性有機汚染物質に関するストックホルム条約）が調印された（POPsはpersistent organic pollutantsの略語で、残留性有機汚染物質を指す）。

### PCBの無害化処理
PCBの処理方法には以下のようなものがある。
PCBそのものの処理
脱塩素化分解法
PCBの分子を構成している塩素とアルカリ剤等を反応させ、PCBの塩素を水素等に置換
水熱酸化分解法
超臨界水や亜臨界状態の水によってPCBを塩素、水、二酸化炭素に分解
還元熱化学分解法
還元雰囲気条件の熱化学反応によってPCBを塩、燃料ガスに分解
光分解法
紫外線でPCBを構成している塩素を取り外して分解
プラズマ分解法
アルゴンガス等のプラズマによってPCBを二酸化炭素、塩化水素等に分解

PCBによって汚染されたものの処理（PCBが染み込んだ布など）
- 溶剤洗浄
- 真空加熱分離装置による分離

## 食品に関する規制
食品に含まれるPCBの濃度については1972年に暫定規制値が定められた。
今日でも、時折検査が行なわれている。

## 非意図的生成PCB
2011年（平成23年）1月、非意図的に生成した微量のPCBがある種の顔料に含まれる可能性があることが国際団体により公表された。これを受けて製造・輸入事業者が有機顔料の分析調査を行い、2012年（平成24年）2月以降、厚生労働省と経済産業省、環境省によりその結果が公表されてきた。 
この過程で、2012年(平成24年)3月に、一部の有機顔料に含まれる非意図的に生成した PCB について環境の汚染を通じた人や生態系への影響や当該顔料が使用された製品の使用を継続することによる消費者の健康への影響等について、専門家による議論を行うことを目的として、「有機顔料中に副生する PCB に関するリスク評価検討会」において検討が開始され、2013年(平成25年)3月にとりまとめられた。

## PCBによる水域底質の汚染
1975年にPCBの底質暫定除去基準が制定され、全国でPCBで汚染された底質の浚渫が行われた。
なお、PCBのうち、コプラナーPCB（塩素原子が分子の外側を向き平面状分子となっているものであり、一般のPCBに比べて毒性が高い。）はダイオキシン類の一種であるが、かつてのPCB暫定除去基準に従って浚渫した海域において、ダイオキシン類の底質環境基準を超過する底質が検出される例が見られる。
また、PCBを含む絶縁油などの不適切な管理により河川や閉鎖水域に投棄されたPCB油による底質汚染も検出されている。汚染原因者特定のために、異性体パターンによるPCBの種類の特定や、ケミカルマスバランス法による負担割合の定量的な算定が行われている。
PCBはポリ臭化ジフェニルエーテル（PBDE）など他の化学物質とともに大洋の海底も広範囲に汚染しており、マリアナ海溝などで採取された深海生物の甲殻類からも検出されている。
深海生物から検出されたPCBは、食物連鎖に伴う生物濃縮、マイクロプラスチックに付着したり海水に溶け込んだりしているPCBの吸収などに由来すると推測されている深海にも及んでいる。

## ポリ塩化ビフェニル廃棄物の保管・管理・処理

### 保管
PCBを含む電気機器等が廃棄物となった場合（これをポリ塩化ビフェニル廃棄物という）、事業者等はポリ塩化ビフェニル廃棄物を処理するまでの間、特別管理産業廃棄物保管基準に従って当該物を保管しなければならない（廃棄物の処理及び清掃に関する法律第12条の2第2項）。具体的な基準は次のとおりである。
1. 保管場所の周囲に囲いが設けられていること（屋根付きが望ましい）。
2. 保管場所の見やすい箇所に次の事項を記載した掲示板（60センチ四方以上の大きさ）が設けられていること。
  - 特別管理産業廃棄物の保管場所である旨
  - 保管する特別管理産業廃棄物の種類
  - 保管の場所の管理者の氏名又は名称及び連絡先
3. 保管の場所から、当該特別管理産業廃棄物が飛散し、流出し、及び地下に浸透し、並びに悪臭が発散しないように必要な措置を講ずること（保管物が雨水等にさらされないこと・内容物が流出しないようトレイ等を敷くことが望ましい）。
4. 保管場所には、ねずみが生息し、及び蚊、はえその他の害虫が発生しないようにすること。
5. 特別管理産業廃棄物に他の物が混入するおそれのないように仕切を設けること等必要な措置を講ずること。
6. 容器に入れ密閉すること等PCBの揮発の防止のために必要な措置及び当該廃棄物が高温にさらされないための措置を講ずること。
7. PCB汚染物又はPCB処理物にあっては、当該廃棄物の腐食の防止のために必要な措置を講ずること。

### 管理
特別管理産業廃棄物管理責任者
ポリ塩化ビフェニル廃棄物の保管には、その保管責任者として、特別管理産業廃棄物管理責任者の資格を修得した者の登録が必要である。この資格は、事業所（企業・法人）単位でなく事業場（処理場等）単位で置くものとされ、それぞれ担当する事業場における特別管理産業廃棄物の管理全般にわたって次の業務を適正に行う。
1. 特別管理産業廃棄物の排出状況を把握すること。
2. 特別管理産業廃棄物の処理計画を立案すること。
3. 適正な処理の確保に関すること。
4. 分別、保管状況の確認
5. 適正な委託の実施
6. 管理票の交付・保管

ポリ塩化ビフェニル廃棄物の保管及び処分状況等届出書
ポリ塩化ビフェニル廃棄物を保管又はPCBを含む電気機器等を使用している事業者等はポリ塩化ビフェニル廃棄物の保管及び処分の状況について「ポリ塩化ビフェニル廃棄物の保管及び処分状況等届出書」で毎年6月30日までに都道府県知事等に届け出なければならない（PCB処理特別措置法第8条）。

### 処理
ポリ塩化ビフェニル廃棄物を委託処理する方法は、廃棄物に含まれる絶縁油のPCB濃度や廃棄物の種類によって異なる。具体的な委託処理方法は次のとおりであり、特に高濃度PCB廃棄物は、地域ごとに定められた処分期間内に必ず処分しなければならないことになっている。
高濃度の場合は、使用中の変圧器・コンデンサー及び安定器等についても、処分期間内に使用を終え、処分する必要がある。
PCBを高濃度（5,000mg/kgを超える濃度。コンデンサで100%、トランスで50% - 60%）で含む場合
中間貯蔵・環境安全事業株式会社（JESCO）で委託処理することができる。変圧器・コンデンサー等と安定器及び汚染物等とでJESCOの搬入先が分かれている。なお、中間貯蔵・環境安全事業株式会社で処分するにはまず機器登録しなければならない。

PCBを低濃度（0.5mg/kgを超える濃度）で含む場合
低濃度PCB廃棄物の処理はJESCOではなく、民間の処理事業者により行われている。低濃度PCB廃棄物の処理事業者は、環境大臣が個別に認定する無害化処理認定事業者と都道府県市の長からPCB廃棄物に係る特別管理産業廃棄物の処分業許可を得た事業者がある。

## 呼称
テレビニュース等では、「PCB」「ポリ塩化ビフェニール」と呼ぶのが普通である。なお、ポリ「塩化」ビフェニルの呼称は、有機化学の化合物命名規則上不正確であり、英語での呼称（polychlorinated biphenyl = ポリ「塩素化」ビフェニル）にも対応していない。日本の法律ではポリ「塩化」ビフェニルの呼称が用いられている一方で、所管官庁である環境省が作成した文書にも、ポリ「塩素化」ビフェニルの呼称が用いられているものがある。